# Farsangi lakodalom
A Farsangi lakodalom Poldini Ede 1924. február 16-án a Magyar Királyi Operaházban bemutatott háromfelvonásos vígoperája. Mivel a Farsangi lakodalom volt az első európai színvonalú magyar vígopera, ezért Poldinit tartják a magyar vígopera atyjának.

## Az opera története
Az opera szövegét Vajda Ernő írta még az első világháború előtt. Bánffy Miklós gróf (1873-1950), az operaház akkori kormánybiztosa hirdetett egy pályázatot, Vajda erre adta be művét, amellyel elnyerte az első helyet. A megzenésítésre ezután Poldini Edét kérték fel, aki ekkor külföldön tartózkodott, így hosszú ideig tartott, amíg a szöveget magához tudta venni -- ráadásul nem sokkal ezután kitört a háború is. Ehhez járult még a szerző körülményes munkamódszere. Mindez együtt eredményezte azt, hogy a librettó elkészülte után még több, mint egy évtizedet kellett várni az opera bemutatására.
Az ősbemutatón Kerner István (1867-1929) vezényelt és Márkus László (1881-1948) volt a rendező. A darab hatalmas sikert aratott. A magyar sajtó és közönség büszkén ünnepelte a magyar vígopera megszületését. Az előadás több mint 100 előadást ért meg. Sajnos a második világháború után eltűnt a repertoárról. 1958-ig kellett várni, hogy az Erkel Színházban felújítsák, s aztán még négy évtizedet, hogy ismét elővegyék. Legutoljára 2000-ben a debreceni Csokonai Színház vette elő a darabot, de jópár éve már ott is lekerült a műsorról. Pedig a Farsangi lakodalom azok közé a magyar operák közé tartozik, amelyek nagy sikert arattak külföldi színpadokon is: bemutatták Bécsben, Drezdában és Londonban is. Szerencsére a millennium alkalmából sor került a darab CD kiadására is a Hungaroton jóvoltából.

## Az opera szereplői és helyszínei
| Szereplő               | Hangfekvés       | Az ősbemutatón         |
| ---------------------- | ---------------- | ---------------------- |
| Péter, nemzetes úr     | bariton          | Szemere Árpád          |
| A nemzetes asszony     | mezzoszoprán     | Sebeők Sári            |
| Zsuzsika, a lányuk     | szoprán          | Medek Anna             |
| Kálmán, csurgói diák   | tenor            | Székelyhidy Ferenc dr. |
| A grófnő               | szoprán          | Basilides Mária        |
| Zoltán, gárdatiszt     | bariton          | Szende Ferenc          |
| Bükkyné                | alt              | Némethy Ella           |
| Stanci, vénkisasszony  | koloratúrszoprán | Halász Gitta           |
| Domokos                | bariton          | Ney Bernát             |
| Domokosné              | szoprán          | Maleczky Bianca        |
| Andris, belső cseléd   | basszus          | Hegedűs Ferenc         |
| Egy háromlányos mama   |                  | Langer Rózsi           |
| Egy cifra grófi huszár |                  | Juhász Ferenc          |
| Első hajdu             |                  | id. Toronyi Gyula      |
| Második hajdú          |                  | Kornai Rezső           |
| Első kisasszony        |                  | Annie Kruÿswÿk         |
| Második kisasszony     |                  | N. Bodor Karola        |
| Harmadik kisasszony    |                  | Haynal Elma            |
| Negyedik kisasszony    |                  | Dessewffy Izabella     |
| Ötödik kisasszony      |                  | Kiss Edit              |
| Hatodik kisasszony     |                  | Radnai Erzsi           |
| Első úrfi              |                  | Szügyi Kálmán          |
| Második úrfi           | tenor            | Závodszky Zoltán       |
| Harmadik úrfi          |                  | Pilinszky Géza         |
| Negyedik úrfi          |                  | Csóka Béla             |
| Ötödik úrfi            |                  | Lakatos Sándor         |
| Hatodik úrfi           |                  | Komáromy Pál           |
| Egy kocsis             |                  | Kertész Ödön           |

- Kórus: vendégek, urak és hölgyek, leányok és úrfiak, szakácsnők, hajdúk, kocsisok, cigányok
- Történik: egy magyar nemesi kúriában a XIX. század elején.
- Színhelyek: I. felvonás: a kúria ebédlője; II. felvonás: a kúria aulája; III. felvonás: a kúria udvara
- Játékidő: 2 és fél óra

## Az opera cselekménye

### I. felvonás
Zsuzsika kézfogójára készül az egész ház: a konyhában nagy a sütés-főzés, forgolódás. Csak egy probléma van: a menyasszonynak nem tetszik a vőlegény, akit édesanyja kijelölt neki, ezért Zsuzsi annyira nem is készülődik, inkább szomorkodik. Emellett még egy bosszantó esemény nehezíti meg a nemzetes asszony dolgát: a napok óta tartó hóesés. Emiatt több vendég is jelezte már: nem tud megjelenni az ünnepségen. A vendégek keresésére hajdúkat küldenek ki, akik a vendégeket ugyan nem találják meg, de helyettük összeszednek mindenféle elakadt, átfagyott utast, aki az útjukba akadt. De a hangulat így is borult. A nemzetes úr kijelenti, hogy a hatalmas, vízkereszt táján jött hófuvatok nem szoktak elállni egy hét alatt sem és bizony addig gondolni sem lehet a tovább utazásra.
Kálmán, a vidám kedélyű csurgói diák űzi el a nyomott hangulatot. Zsuzsika tetszését hamar meg is nyeri az ifjú. Erre a nemzetes asszony is felfigyel és fel is háborodik: még csak az kellene, hogy a kézfogója előtt a lánya összejöjjön egy jöttment diákkal! Enyelgésüknek gyorsan véget is vett: már korán aludni küldi a bizonyára nagyon elfáradt vendégeit.

### II. felvonás
Kálmán a következő napokban egyre csak Zsuzsikát keresi, aki csak az illem kedvéért menekül előle. Mikor a diák végre elcsípi a lányt és a várt csók reményébe legújabb hozzá írt versét akarja annak felolvasni, hirtelen közéjük robban nagy mérgesen a nemzetes asszony. Sőt, a lányának írt verset is megkaparintja. A fiatalok ijedten rebbennek szét a házúrnője pedig nyomban a férjéért kiált: a tűrhetetlen helyzetnek azonnal véget kell vetni. Péter békülékeny, csendes természetű, megszokta már, hogy a házban általában ő az, akinek hallgatnia kell. De amikor megtudja, hogy felesége ki akarja tenni a diák szűrét, a sarkára áll: az ő háza egy tisztességes magyar ház! Aki itt a vendéget bántani, elűzni akarja, az magára vessen, bárki is legyen az!
A nemzetes asszony ezután hangot -- és persze taktikát -- változtat. Észrevette ugyanis, hogy Zoltán gárdatiszt egyre inkább a grófnő után epekedik, akit azonban a családja vár Bécsben. A ház úrnője ravasz tervet gondolt ki: megkéri a grófnőt, hogy foglalja el Kálmán diákot, a gárdatisztnek meg szavát veszi, hogy Zsuzsikát fogja szórakoztatni egész nap. Azonban minden hiába: mire a nemzetes asszony visszatér a szobába, a szerelmesek ismét egymással enyelegnek. Ezután az egész vendégsereget a szavukat szegőkre zúdítja.
A vendégek tovább folytatják az előző szobában elkezdett zálogosdit. Közben megjelenik egy hajdú, aki jelenti, hogy elállt a hóesés; az utak holnapra járhatók lesznek. Kitör a jókedv. A hajdú bejelenti: Bükkyné is hamarosan megérkezik, ezt üzente egy lovassal. A vendégek ezután azon búsulnak, hogy tovább kell állniuk erről a vidám, vendégszerető helyről. Kálmán diák is egyre csak kesereg: holnap mindennek vége: szerelemnek, reménynek, boldogságnak. De az este még az övék: járják is vidáman a csárdást.

### III. felvonás
Másnap délelőtt. A társaság az udvaron felállított hóembert táncolja körül. Közben megérkezik Bükkyné, de egyedül, ugyanis Jónás fiának már megvolt a kézfogója. A nemzetes asszonyt szétveti a méreg, de most az egyszer örül neki, hogy Kálmánt és Zsuzsikát együtt látja. Gyorsan kap is az alkalmon, hogy bemutassa a diákot, mint a lánya vőlegényét. A fiatalok boldogan röppennek egymás karjaiba, de az öröm korai volt. Ugyanis a nemzetes asszony csak Bükkyné előtt nem akart szégyenben maradni, ezért mondta, amit mondott -- egyébként nem enged korábbi álláspontjából. Na de ezt már Péter nemzetes úr sem tűrheti szó nélkül: a fiatalok szeretik egymást, tehát egymáséi lehetnek! Az indulóban lévő vendégeket pedig ott tartják most már a tényleges kézfogóra.

## Az opera zenéje
A zeneszerző stílusa nem sokat változott a Csavargó és királylány óta. A zene gyengéd és német, csak egy árnyalatnyit operettes és nem hat benne erőltetettnek a magyaros hang sem. Poldini nem nóta hangot, inkább verbunkos-szerű anyagokat dolgoz fel -- és azokat is sokszor az ironizálás eszközeként. Az Asztali zene, illetve Kálmán diák hegedűszólós áriája esetében azonban történeti hangként idézi meg a verbunkos stílust, beállítja azt a régi úri ház világának kereteibe. A darab sikerének kulcsa ez a fajta nemzeti és műfaji harmónia volt.
Ahogy sok más magyar daljáték esetében, itt is megfigyelhető, hogy a három felvonásra tagolt cselekményt zsánerképszerű jelenetek és játékok töltik ki. A zene nagyon simulékonyan alkalmazkodik a magyar nyelv hangsúlyviszonyaihoz, és megidézi a XIX. század biedermeier hangulatát. Az egyes témák az áradó dallamívekkel jellemzik a szereplőket, kitűnő jellemrajzot adva róluk. Szinte valamennyi szereplő felismerhető az őt körülvevő zenei motívumokról. Poldini a témákat gondosan dolgozta fel, bontotta részekre és illesztette össze újból egységes egésszé, ez bizonyítja tehetségét és jó hangszerelési technikáját.
A zenei szerkezet mentes az üresjáratoktól. A színesen hangszerelt zenekarban nagy szerep jut a cimbalomnak és a szólóhegedűnek, de megszólal a szán csengőjének hangja is. A darab kiemelkedő részletei: Péter úr I. felvonásbeli köszöntője, az asztali zene verbunkosa, Kálmán belépője és már említett szólóhegedűvel kísért szerelmes dala, a nemzetes asszony második felvonásbeli monológja, valamint a felvonás csárdásszerű fináléja, illetve a harmadik felvonásban Kálmán és Zsuzsi kettőse.
Érdekességként megjegyezzük, hogy a magyar operairodalom számontart még egy hasonló című dalművet, amelyet 1845. december 4-én Kolozsvár városában vittek színre. Ennek zenéjét Egressy Béni (1814-1851), szövegkönyvét Jakab István (1798-1876) szerezte.

## Az opera CD kiadása
Péter, nemzetes úr – Melis György, Nemzetes asszony – László Margit, Zsuzsika – Pászthy Júlia, Kálmán diák – Hormai Horváth József, A grófné – Takács Tamara, Zoltán – Gáti István, Stanci – Lehoczky Éva, Domokos – Bordás György, Domokosné – Tordai Éva, Bükkyné – Barlay Zsuzsa, Záloggyűjtő – Korcsmáros Péter, Andris – Széki Sándor, Közreműködik: a Magyar Rádió és Televízió Szimfonikus Zene- és Énekkara, vezényel: Breitner Tamás, A felvétel ideje és helye: Magyar Rádió stúdiója 1985 május. 6., a kiadás éve: 2000. Hungaroton, HCD 31974-75, 2 CD, AAD, Stereo.